# Tiro de alta precisión

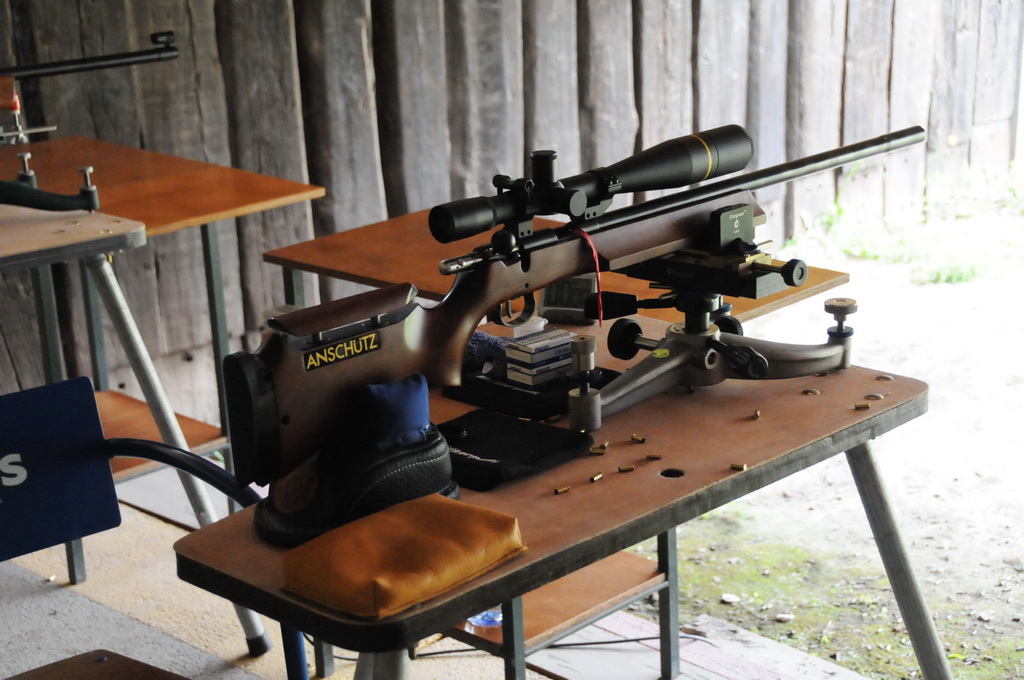
Un rifle para tiro de alta precisión Anschütz 1903 .22 LR utilizado en competencias BR50.

Se denomina tiro de alta precisión o benchrest (en inglés apoyo de banco) a una disciplina de tiro deportivo en la cual se dispara con rifles de alta precisión a blancos de papel. Los rifles se ubican sobre apoyos frontales y posteriores (los cuales pueden o no estar unidos dependiendo de las reglas de cada competencia en particular) ubicados sobre una mesa o banco, de allí su nombre en inglés "benchrest". El tirador se ubica frente al banco, a diferencia de otras disciplinas de tiro, en las que el tirador sostiene y apunta el rifle sin poder afirmarse en algo. Los rifles posteriores a la guerra civil norteamericana de "apoyo doble" fueron una versión primitiva de los rifles para "benchrest".
Los tiradores de alta precisión son muy detallistas y permanentemente tratan de mejorar la precisión del rifle a través de experimentación. Casi todos los rifles de tiro con precisión son fabricados a medida y muchos tiradores son su propio armero. Casi todos los tiradores en competencias de cartuchos de disparo central cargan sus cartuchos personalmente de forma de adaptarlos perfectamente a su rifle. En cambio, el preparar los cartuchos esta estrictamente prohibido por las reglas de las competencias benchrest tipo cartuchos de disparo anular.
Las tres asociaciones internacionales que regulan este deporte son World Benchrest Shooting Federation, World Rimfire and Air Rifle Benchrest Federation y International Benchrest Shooters.
Los apoyos también pueden servir de plataforma estable para apuntar otras armas de fuego menos especializadas.

## Tipos de competencia
Hay dos tipos principales de competencia. El objetivo del tiro de alta precisión original era disparar 5 o 10 balas en el grupo más pequeño posible (todas en un mismo punto). El ganador de la competencia se determina por la forma en que cada competidor logra este objetivo o, en otras palabras, la forma en que se agrupan los tiros. Esto se denomina "Disparos en grupo".
El otro tipo de competencia es un desarrollo más reciente, "Disparo por puntos". La diferencia es que se utiliza el objetivo tradicional del tipo blanco con anillos de puntuación. La ubicación ganadora está determinada por los resultados de cada tirador. Esto se denomina "Disparo por puntos".
Sin embargo, en competiciones de 550 y 910 metros (600 y 1,000 yd), el objetivo del competidor se califica tanto por el tamaño del grupo como por la puntuación obtenida. Un competidor solo puede ganar en una categoría. Si, por ejemplo, un solo competidor tiene el grupo más pequeño y el puntaje más alto, se le otorgará solo una victoria por el grupo más pequeño, al siguiente puntaje más alto se le otorgará la victoria por puntaje.
Los tiradores de benchrest intentan alcanzar la mejor precisión de rifle; el récord para 910 metros (1,000 yd), 10 grupos de disparos es de tan solo 76 mm, el récord de 550 metros (600 yd) para un solo grupo de 5 disparos es de 17.8 mm, mientras que para los grupos de 10 disparos a 180 metros (200 yardas) el récord es de 5.1 milímetros. Y en los grupos de 10 disparos a 91 metros (100 yardas) se ha logrado marcas de 2.5 mm. Los grupos de cinco disparos presentan dispersiones significativamente más pequeñas. Los grupos se miden del centro de agujero a centro de agujero, o sea descontando las variaciones por calibres de diferente tamaño.